# Red clump

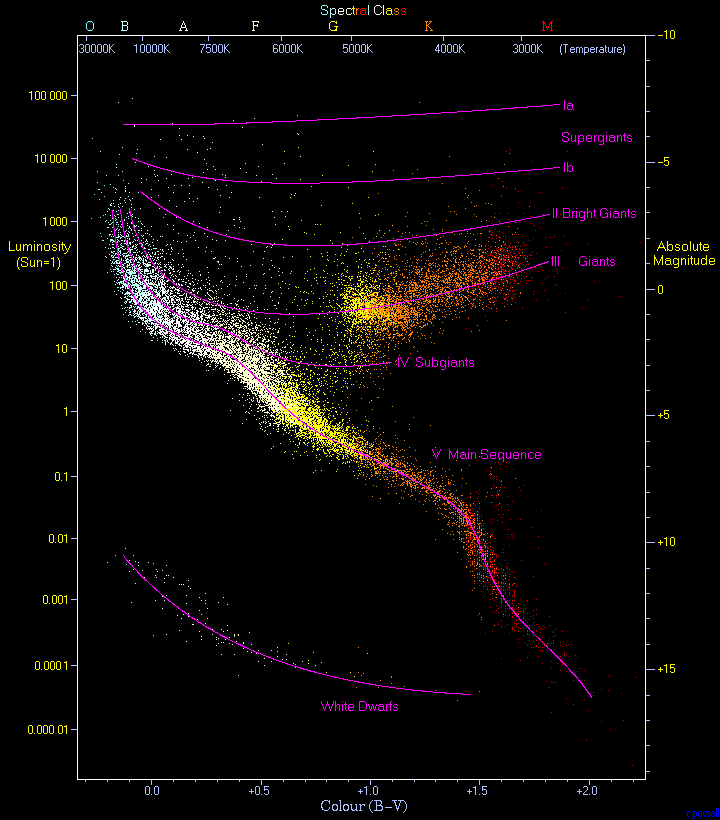
Il red clump è la protuberanza di stelle giganti in corrispondenza della temperatura di circa 5000 K e della luminosità di circa 50 L_{☉}.

Il red clump (letteralmente gruppo o raggruppamento rosso) è un gruppo di stelle giganti che nel diagramma H-R occupano una zona intorno alla magnitudine +0,5 e alla temperatura di 5000 K, quindi un po' più calde delle stelle appartenenti al ramo delle giganti rosse che hanno la medesima luminosità. Il red clump è quindi individuabile o come una regione più densa del ramo delle giganti rosse o come un rigonfiamento del ramo proteso verso temperature più elevate. È visibile nei diagrammi di molti ammassi aperti (anche se non di tutti), in molti ammassi globulari di età media e in generale delle stelle di campo. Le stelle del red clump costituiscono l'estremo destro e freddo del ramo orizzontale delle giganti, stelle che hanno sperimentato il flash dell'elio e che ora stanno fondendo l'elio nei loro nuclei. Rispetto alle altre stelle del ramo orizzontale si distinguono per essere di popolazione I, ossia per avere una metallicità più elevata.

## Proprietà
Le proprietà delle stelle del red clump variano soprattutto in ragione della loro metallicità. In ogni caso, esse sono tipicamente stelle appartenenti alle prime sottoclassi della classe K, aventi temperature di circa 5000 K. La magnitudine assoluta media delle giganti del red clump simili al Sole è di +0,81, mentre la loro metallicità varia da −0,6 a +0,4 dex.
Sebbene le stelle del red clump siano generalmente più calde di quelle del ramo delle giganti rosse, le due regioni spesso si sovrappongono e le singole stelle possono essere assegnate al red clump o al ramo solo in base a dettagliati studi sulla loro composizione chimica.

## Evoluzione

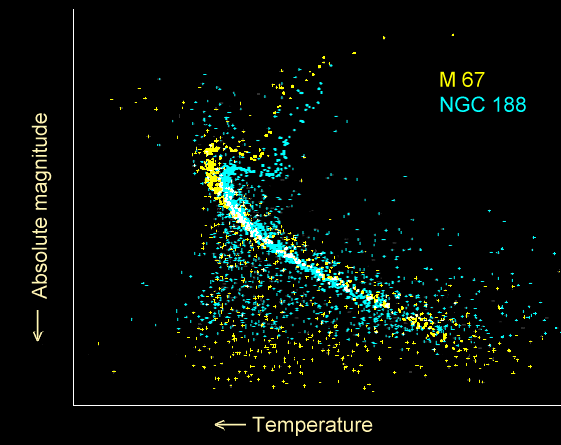
Diagramma HR di ammassi aperti, in cui i red clump sono difficilmente visibili

Le stelle con massa compresa fra 0,5 M⊙ e 2 M⊙, durante l'ascesa lungo il ramo delle giganti rosse, fondono l'idrogeno in elio in un guscio che avvolge un nucleo inerte di elio. L'elio continua quindi ad accumularsi nel nucleo che si comprime a mano a mano per gravità, fin quando non raggiunge la condizione degenere. La compressione innalza la temperatura del nucleo che a un certo momento raggiunge le condizioni atte per la fusione dell'elio in carbonio. L'accensione del nucleo di elio viene chiamata flash dell'elio.
Dopo tale flash, la stella raggiunge un nuovo stato di equilibrio in cui fonde l'elio in carbonio nel nucleo e l'idrogeno in elio in un guscio intorno al nucleo. Le stelle in questo stadio evolutivo vengono dette appartenere al ramo orizzontale. Rispetto alle stelle del ramo delle giganti rosse, le stelle del ramo orizzontale tendono ad essere più calde e quindi a posizionarsi in una zona del diagramma H-R più vicina alla sequenza principale. L'entità di questo spostamento dipende da più fattori, il primo dei quali è la metallicità: gli ammassi poveri di metalli tendono ad avere bracci orizzontali più blu, quelli più ricchi di metalli più rossi. A una metallicità pari o superiore a quella del Sole, le stelle di muovono di poco dal ramo delle giganti rosse e si raggruppano tutte in una zona nei suoi pressi. Tale gruppo di stelle è chiamato red clump.
Un altro fattore che determina la posizione della stella nel ramo orizzontale è la massa dell'inviluppo superficiale di idrogeno posta sopra il guscio in cui avvengono le reazioni nucleari. Se tale massa è consistente (alcuni decimi della massa solare), la stella si posiziona nel red clump anche se la sua metallicità è bassa. Quindi la parte blu del ramo orizzontale tenderà ad essere popolata da stelle di piccola massa e di bassa metallicità, mentre le stelle di massa superiore o di metallicità più alta tenderanno a raggrupparsi nel red clump. Di conseguenza, le stelle blu del ramo orizzontale tendono ad essere più abbondanti negli amassi globulari, popolati da stelle vecchie e di bassa luminosità, mentre il red clump tende ad essere più preminente negli ammassi aperti, popolati da stelle più giovani, di popolazione I e nelle stelle di campo, fra le quali le stelle red clump costituiscono circa 1/3 delle stelle giganti.

La traccia evolutiva di una stella simile al Sole. Si noti la vicinanza della fase di red clump a quella di ramo delle giganti rosse.

Il raggruppamento di queste stelle nella stessa zona del diagramma H-R è determinato dal fatto che tutte le stelle in cui si è creato un nucleo di elio degenerato incorrono nel flash dell'elio quando il nucleo ha raggiunto una certa massa critica (circa 0,5 M⊙). Avendo masse del nucleo simili, esse tendono ad avere luminosità simili fra loro (fra i 20 e i 50 L☉). Tale luminosità iniziale aumenta solo di poco durante tutta la fase di permanenza all'interno del red clump. Il fatto che in condizioni degeneri il nucleo di elio incorra nel flash quando ha una precisa massa è pertanto una delle cause che porta al raggrupparsi delle stelle del red clump nel diagramma H-R. L'altra causa è l'estensione dell'inviluppo di idrogeno che circonda il nucleo che tende ad avere dimensioni simili nelle stelle ad alta metallicità perché la presenza di metalli tende a rendere opaco l'inviluppo e a distenderlo indipendentemente dalla sua massa. Ciò porta le stelle del red clump ad avere temperature superficiali simili.
La fase di permanenza all'interno del red clump termina quando la stella accumula nel suo centro una quantità di carbonio e ossigeno tali da far migrare la fusione dell'elio in un guscio esterno. La stella inizia a questo stadio la sua ascesa lungo il ramo asintotico delle giganti.

## Candele standard
In teoria, avendo luminosità simili indipendentemente dall'età e dalla composizione chimica, le stelle del red clump sono atte ad essere utilizzate come candele standard per la stima delle distanze astronomiche sia all'interno della nostra galassia sia nelle galassie vicine. Nella pratica l'uso delle stelle del red clump come candele standard ha dato buoni risultati all'interno della nostra galassia, dove la distanza del centro galattico è stata misurata in 7,52 kpc, in buon accordo con altri metodi, mentre meno precise si sono rivelate le distanze calcolate della Grande Nube di Magellano, circa il 15% in meno del valore di solito assunto. Ciò è dovuto al fatto che la metallicità media delle stelle della Grande Nube di Magellano è più bassa di quella della Via Lattea e che, come si è visto, una delle ragioni del raggrupparsi delle stelle nel red clump è proprio la loro alta metallicità. Non stupisce quindi che a metallicità più basse i risultati non siano molto buoni. Per ridurre questo effetto è stato proposto di usare nelle misurazioni la banda K dell'infrarosso, che pare meno sensibile di altre bande dell'infrarosso più vicino, come la I, alle variazioni di metallicità. Le magnitudini assolute delle stelle del red clump con luminosità vicina a quella solare sono state stimate in −0,22 nella banda I e in −1,54 nella banda K.

## Altri tipi di stelle
Ci sono altri tipi di stelle non appartenenti al red clump che possono trovarsi nella stessa regione del diagramma H-R. Le stelle troppo massicce per sviluppare un nucleo di elio degenerato iniziano a fondere l'elio prima che esso raggiunga questo stato e quindi non vanno incontro al flash. Le stelle con massa appena superiore a 2 M⊙ iniziano paradossalmente a fondere l'elio prima che esso raggiunga una massa pari a quella delle stelle con massa inferiore e nucleo degenerato (il nucleo delle stelle con massa appena superiore a quelle con nucleo degenerato ha una massa di 0,33 M⊙). Esse sono quindi, all'inizio della loro permanenza nella fase di fusione dell'elio, meno luminose delle stelle del red clump e vanno a posizionarsi in una zona del diagramma H-R 0,4 magnitudini al di sotto di esso, andando a formare un piccolo gruppo di stelle chiamato red cump secondario.
Le stelle aventi massa superiore a 2,3 M⊙ sviluppano invece un nucleo non degenere sufficientemente grande per avere, all'accensione dell'elio stesso, luminosità superiori alle stelle del red clump. Esse vanno a formare una piccola coda di stelle sopra il red clump, chiamata struttura verticale.
Stelle con massa di 2-3 M⊙ possono inoltre passare per il red clump mentre evolvono verso il ramo delle giganti rosse, nella loro fase di subgiganti. Si tratta di una fase molto rapida della loro evoluzione e quindi le stelle di questo tipo non sono molto numerose. Un esempio è OU Andromedae, che giace nella regione del red clump (temperatura superficiale di 5.500 K e luminosità di 100 L☉), ma che è in realtà una subgigante che sta attraversando la lacuna di Hertzsprung.

## Red bump
Il red clump non deve essere confuso con il red bump (chiamato anche il bump del ramo delle giganti rosse), che è un gruppo meno evidente di giganti lungo il ramo delle giganti rosse. Tali stelle sono nella fase del primo dragaggio.

## Esempi notevoli
Alcune delle giganti visibili ad occhio nudo sono stelle del red clump di classe spettrale K:
- Capella Aa[14]
- ε Tauri[15]
- β Ceti[16]

Arturo è stata in passato considerata una stella del red clump, ma è ora solitamente ritenuta una stella appartenente al ramo delle giganti rosse, un po' meno calda e un po' più luminosa delle stelle del red clump.